# Parafia św. Katarzyny w Brzeźnie Szlacheckim
Parafia Świętej Katarzyny w Brzeźnie Szlacheckim – parafia rzymskokatolicka, znajdująca się w diecezji pelplińskiej, w dekanacie Borzyszkowy.
Parafia liczy 698 wiernych.

## Zasięg parafii
Do parafii przynależą następujące miejscowości: Brzozowo, Janowo, Łącki Młyn, Rokitniki.

## Historia parafii
Parafia została erygowana przez biskupa chełmińskiego, Augustyna Rosentretera 15 listopada 1901 r. 
Pierwszy budynek kościoła uległ zniszczeniu na początku XVIII wieku, nowy wzniesiono w 1716 r.

## Proboszczowie
- ks. Franciszek Perschke – administrator (1947–1949)
- ks. Witold Chylewski (1958–1964)
- ks. Marian Bojanowski (1964–1986)
- ks. Jerzy Tomczak (1986–1988)
- ks. Witold Kreft (1988–2000)
- ks. Grzegorz Flisikowski (2000–2003)
- ks. Andrzej Diedrich (2003–2013)
- ks. Mariusz Stalka (2013–2020)
- ks. Sławomir Maciejewski (od 2020)